# إلفورد الشمالية (دائرة انتخابية في المملكة المتحدة)
إلفورد الشمالية (بالإنجليزية: Ilford North)‏ هي إحدى الدوائر الانتخابية في المملكة المتحدة الممثلة في مجلس العموم في برلمان المملكة المتحدة.
عضو البرلمان الذي يمثلها حالياً هو :Mr Lee Scott (Con).